# WWE SmackDown
«WWE SmackDown» — професійна реслінгова телепрограма від «World Wrestling Entertainment» («WWE»), яка на сьогодні транслюється на американському телеканалі «USA» у п'ятницю вночі. Ця програма заснувалася в альтернативу популярному на той час шоу «WCW Thunder». Вперше «SmackDown!» з'явився 29 квітня 1999 року як спеціальна програма на телеканалі UPN. 26 серпня 1999 року «SmackDown!» офіційно дебютувало на UPN у Канзас-Сіті на Кемпер Арені. Програма дуже популярна. Слово «SmackDown» 10 липня 2007 року потрапила в один з найбільших словників англійської мови у значенні: «змагання у реслінгу», «нищівна поразка», «ворожнеча між супротивниками» і «найсильніший кидок».

## Керівництво
| Керівник  | Посада      | Початок роботи | Кінець роботи | Примітка |
| --------- | ----------- | -------------- | ------------- | -------- |
| Нік Алдіс | По сьогодні |                | По сьогодні   |          |

### Коментатори
| Коментатори                   |
| ----------------------------- |
| Джо Тессіторе та Вейд Барретт |
| Конферанс'є                   |
| Марк Неш                      |

### Чемпіони SmackDown
| Чемпіонство               | Діючий чемпіон                                  | Кількість титулів | Шоу, на якому вигране |
| ------------------------- | ----------------------------------------------- | ----------------- | --------------------- |
| Чемпіон WWE               | Джон Сіна                                       | 14                | Реслманія 41          |
| Чемпіон Сполучених Штатів | Джейкоб Фату                                    | 1                 | Реслманія 41          |
| Командні чемпіони WWE     | Вулична Нажива (Монтез Форд та Анджело Доукінс) | 2 (обидва)        | SmackDown             |
| Чемпіон WWE серед жінок   | Тіффані Страттон                                | 1                 | SmackDown             |

### Міжбрендові чемпіони
| Чемпіонство                       | Діючий чемпіон               | Кількість титулів | Шоу, на якому вигране |
| --------------------------------- | ---------------------------- | ----------------- | --------------------- |
| Командні чемпіони WWE серед жінок | Лів Морган і Ракель Родрігес | 4                 | RAW                   |

Бренди WWE
| Raw        |
| SmackDown! |